# مهدي خواجه بيري
مهدي خواجه بيري هو مؤسس مرکز نور للميکروفلم الدولية، دلهي الجديدة ومبتکر من أساليب جديدة للإصلاح ولصق وطباعة نسخ مکررة من نفس المخطوطة وهي خطوة مبتکرة في الحفاظ علی النصوص القديمة.
إنه ولد في عام 1955 في أسرة متدينة بجوار مرقد (إمام زيد) يحيی في طهران. وقد قضی نحو 35 عاما من حياته في احياء الکتب في الهند. خلال هذه الفترة من الزمن حصل علی دراية العديد من الثقافات في شبه القارة وتفنن في اللغة الهندية والإنجليزية والعربية.

## المؤهلات العلمية
قد أکمل دراساته الدينية في مدرسة احمد مجتهدی الطهراني وتتشرف بکونه طالبا للعلماء الکبار مثل الشيخ جعفر خندق العابدي ومرزا علي آقا سيديان والسيد الجوادي.
ثم ذهب الی مدينة «قم» لمزيد من الدراسات من حين ذلک کان لديه اهتمام کبير في جمع المخطوطات. سافر الهند لزيارة المکتبات الإسلامية في هذا البلد في عام 1978 واستقر هناک. في حين استفاد من الشخصيات البارزة مثل العلامة سعادت حسين خان وسيد علي رضوي، رئيس الجامعة السلطانية والعلامة وصي محمد، رئيس مدرسة الواعظين. واشتغل في التدريس في الجامعة السلطانية وأکمل P.H.D في تاريخ الثقافة والحضارة العربية من جامعة لکهناؤ. خلال الفترة نفسها تم تکريمه بدرجة «الامتياز» من مدرسة الطائفة السنية المعروف «بأجمل العلوم».

## الأنشطة
و إنه قد أسس مرکز الدراسات اللغة الفارسية بالتعاون مع سيد احمد الحسيني بدار الثقافة بجمهورية الإيران الإسلامية في 1983 وعين رئيسا لنفس المرکز. وخلال هذه السنوات انه نشر فهرس المخطوطات العربية والفارسية لمکتبة ندوة العلماء في لکناؤ في مجلدين. فهرس بهوبال وفهرس النشرات باشاعات کشمير ومربيون للغة الفارسية في الهند والقائمة لمکتبة راجا محمودآباد.
و حسب إرشاد للأمر الصادر من قبل آية الله سيد علي خامنئي قد أسس مرکز النور للميکروفلم ومرکز نور للميکروفلم الدولية في 1995.
و خلال هذه 30 سنوات إنه قام باعداد الميکروفلم والتصوير لاکثر 60 الف من المخطوطات واکثر من 20 الف کتابا من الطباعة الرصاصية والليتوغرافية الموجودة في المکتبات المختلفة والمراکز الثقافية والتعليمية ومراکز التحقيقات في الهند. وبالإضافة الی اعداد المخطوطات قد أنشئ مرکز النور للميکروفلم الاقسام المختلفة لکيتولوغ، للاستعادة، للتعامل ولإستنساخ نفس النسخ بطريقة فريدة من نوعها. ويقوم بالاشراف علی اثنين وستين کيتولوغ للمخطوطات في المکتبات الهندية في اللغات الفارسية، العربية والاردية والانکليزية. وکذلک يقوم باعداد 27 کيتولوغ مفصل للمخطوطات لجامعة علي کره الإسلامية ومقبرة بير محمد شاه ومقبرة اولياء تشتشية ومقبرة اولياء المهدوية ومکتبة آصفية ومکتبة حيدرآباد للادب الدردية وقسم اللغة الفارسية وفضلا من ذلک ترجمة جميع کيتولوغ فی اللغة الانکليزية واعداد ثماني کيتولوغ للمخطوطات العربية لمکتبة حيدرآباد الآصفية ولمکتبة الجامعة الملية الإسلامية في نيو دلهي ولجامعة همدرد يمکن ان تعد من أنشطة الکبری.

## الاسلوب الجديد للطباعة
بتطوير الاساليب الجديدة للإصلاح والتعامل والاستنساخ بنفس النسخ للمخطوطات انه خلق اسلوباً جديداً لتنشيط النصوص القديمة. وحتی الآن قد استنسخت أکثر من مائتي العناوين من بينها يشمل الاستنساخ واصلاح أقدم مخطوطة لنهج البلاغة واصلاح سبع مائة للمخطوطات القديمة لکليات سعدي.

## المنشورات

### الکتب
و إنه کتب الکتب والمقالات التالية
العلامة مير حامد حسين
تاريخ الشيعة في الهند
تحت الحجر الإسلامي في حيدرآباد وغولکندة

### المقالات[11]
کتابة الاخبار الفارسية في الهند وبريطانيا
مکتبة رضا في رامبور

## ضريح القاضي نور الله شوستاري
من الانشطة الهامة لخواجة بيري هو استعادة وصيانة ضريح القاضي نور الله شوستاري في مدينة آکرة.

## وصلات خارجية
- الموقع الرسمي للمركز بين المللي للمائيکروفيلم نور
- إزاحة الستار عن 8 كتب ضوء ميكروفيلم في حضور نائب رئيس جمهورية الهند -1 على يوتيوب
- إزاحة الستار عن 8 كتب ضوء ميكروفيلم في حضور نائب رئيس جمهورية الهند -2 على يوتيوب
- إزاحة الستار عن 8 كتب ضوء ميكروفيلم في حضور نائب رئيس جمهورية الهند -3 على يوتيوب
- معرض صور المخطوطات استعادة فورت ويليام كلية في الهند على يوتيوب